# Роблес, Венсеслао
Венцеслао Роблес (исп. Wenceslao Robles, ? , Асунсьон — 6 января 1866, Пасо-де-Патрия, Ньеэмбуку) — парагвайский военачальник, бригадный генерал, один из командующих Войны Тройственного Альянса.

## Биография
Родился в Сантисима-Тринидад. В 1864 году, после начала войны с Бразильской империей получил звание бригадного генерала парагвайской армии. Командовал гарнизоном крепости Умайта на юге Парагвая. Менее чем через год президент Франсиско Солано Лопес назначил его командующим крупными силами, направленными для вторжения в соседнюю аргентинскую провинцию Корриентес. После неожиданного захвата порта Корриентес 13 апреля 1865 года В. Роблес высадился с отрядом из 3000 человек и сразу же двинулся на юг вдоль восточного берега Параны. Подкрепления, насчитывающие ещё 22 000 человек, присоединились к Роблесу по пути и позволили ему продвинуться до Гойи.
Вскоре он возглавил оккупационную администрацию Корриентес. Франсиско Солано Лопес наградил его парагвайским орденом заслуг, но Роблес публично отказался принять награду, требуя привлечь к ответственности чиновников, виновных в потерях, понесённых его войсками, нехватке амуниции и провизии.
В результате атак аргентинцев в конце мая и поражения в морском сражении при Риачуэло Роблес стал терпеть поражения и к концу года парагвайцы оставили разрушенный ими Корриентес.
3 июля 1865 года Роблес был освобожден от командования, затем арестован и доставлен в Умайту. Заключённый в тюрьму, через шесть месяцев он предстал перед военно-полевым судом, его признали виновным в предательстве и неподчинении, и приговорили к смертной казни через расстрел. Приговор был приведен в исполнение 6 января 1866 года.